# Giulio Cesare in Egitto (Sartorio)
Giulio Cesare in Egitto è un dramma per musica in tre atti del compositore Antonio Sartorio su libretto di Giacomo Francesco Bussani.
L'opera fu rappresentata con grande successo per la prima volta il 17 dicembre 1676 al Teatro San Salvador di Venezia. Questo dramma fa parte di un filone dell'opera veneziana, iniziato con L'Adelaide dello stesso compositore, in cui vi sono parti scritte specificatamente per trombe (in questo caso trombe in re maggiore). Nel Giulio Cesare Sartorio impiega questo strumento nella sinfonia iniziale, in quattro arie e in un tocco di tromba. In queste arie la tromba viene alternata con la voce, così come viene effettuato anche nelle altre arie con gli archi e la voce.
Il libretto di quest'opera sarà in seguito ripreso e revisionato da Nicola Francesco Haym, e messo in musica da Georg Friedrich Händel nel 1724.

## Rappresentazioni in tempi moderni
In tempi moderni l'opera fu rappresentata per la prima volta in occasione dell'Innsbruck Festival of Early Music il 25 agosto 2004 al Tiroler Landestheater di Innsbruck con la direzione di Attilio Cremonesi e l'esecuzione dell'orchestra La Cetra Barockorchester Basel.